# Molí de Baix (Bellveí)
El Molí de Baix és una obra de Bellveí, al municipi de Torrefeta i Florejacs (Segarra) inclosa a l'Inventari del Patrimoni Arquitectònic de Catalunya.

## Descripció
D'aquest molí només destacar la gran bassa, que encara es conserva, es troba plena de vegetació. També es conserva el cacau a l'extrem de la bassa adjacent amb el molí. Del molí en si hi ha una entrada que l'han reformat amb formigó, i l'hi han posat una porta metàl·lica. També es conserva l'obertura on sortia l'aigua, que és lleugerament apuntada. Destacar que a la vora del molí hi ha dues estructures circulars, que no tenen res en comú amb el molí, podria ser per aixafar la vinya.